# Projeto Venezuela
O Projeto Venezuela (em espanhol: Proyecto Venezuela) é um partido político de direita da Venezuela. Nas eleições legislativas de 30 de julho de 2000, o partido ganhou sete dos 165 assentos na Assembléia Nacional da Venezuela. As eleições legislativas de 2006 foram boicotadas pelo partido. O líder é Henrique Salas Römer, candidato presidencial nas eleições de 1998.[carece de fontes?]
Seu atual presidente é o filho de Salas Römer, Henrique Salas Feo, ex-governador de Carabobo.[carece de fontes?]
É um membro pleno do IDU. Para as próximas eleições de 2017 e 2018, o partido desistiu de participar, dizendo que o processo da CNE era muito exigente.
- Este artigo foi inicialmente traduzido, total ou parcialmente, do artigo da Wikipédia em inglês cujo título é «Project Venezuela», especificamente desta versão.Referências

1. ↑  «Proyecto Venezuela suspende su participación en el proceso de validación». LaPatilla (em espanhol). 26 de março de 2017. Consultado em 6 de outubro de 2018